# Oppidum

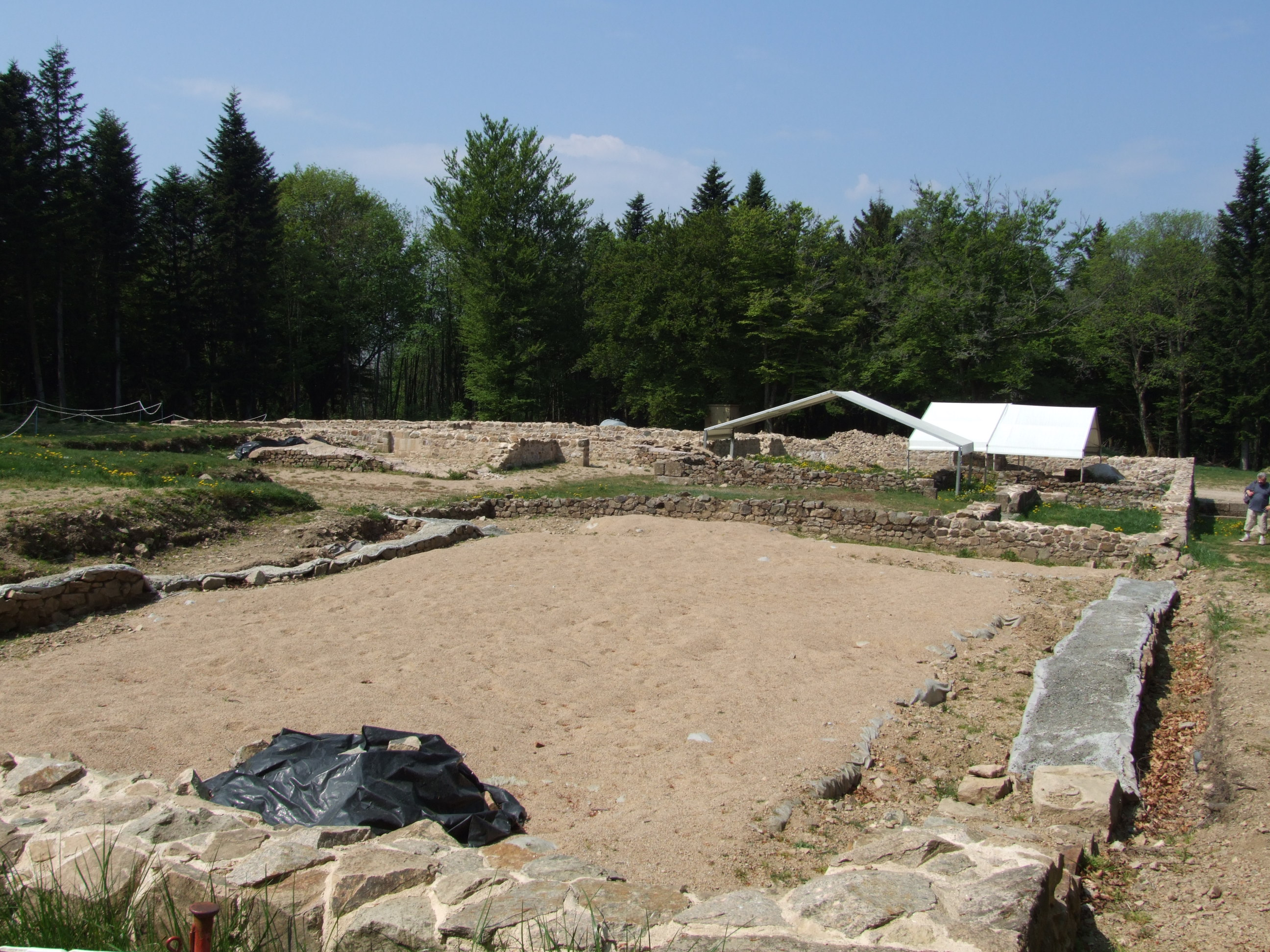
Keltské oppidum Bibracte

Oppidum (snad z latinského ob pedes, obydlené místo, které bylo kvůli hradbám nutné obejít) je obecně opevněné sídliště s výraznými rysy města.
V užším historickém smyslu se pod tímto pojmem nejčastěji rozumí protourbánní opevněné výšinné sídliště Keltů. Oppida se nacházela v západní a střední Evropě v 2. a 1. století př. n. l. (tj. podle Reineckovy periodizace laténské období C2 – D1).
Je to označení, které užívali Římané, vlastní keltský výraz se nedochoval, ve střední Evropě názvy těchto sídlišť končily na -dunon (-dunum), -igium, -durum, což znamená týn.

## Prameny poznání
Oppida jsou z písemných pramenů známa hlavně díky Juliu Caesarovi, který se o nich zmiňuje ve svých Zápiscích o válce galské. Díky výraznému způsobu, jakým jejich pozůstatky ovlivňují reliéf krajiny, se stala oblíbeným cílem amatérských archeologů již v 19. století a archeologický zájem o ně neupadá dodnes.

## Charakteristické znaky oppid a problematika jejich městského charakteru
Oppida se ohledně charakteristických znaků jako celek nedefinují snadno. Především vykazovala značnou rozmanitost ve velikosti (od několika hektarů po sto a více). Někteří vědci v souvislosti s velikostí uvažují o jakési hierarchii, kdy malá oppida spadala pod svrchovanost velkých center.
Dále se oppida liší způsobem výstavby. Pravděpodobně existovaly rozdíly i ve společenských funkcích, které plnila. Pro většinu oppid je typická přítomnost středomořských importů.
Rozsáhlá diskuse probíhá ohledně městského charakteru oppid. Někteří odborníci je považují za první sídla městského charakteru či přímo města ve střední a především západní Evropě, jiní naopak upozorňují, že se příliš neliší od halštatských hradišť 5. a 6. století př. n. l. V každém případě je pro oppida typický složitý půdorys s (akropolí obvykle oddělenou od předhradí). Uvažuje se o plánovité vnitřní zástavbě, jsou doloženy ulice (štětování, vyjeté koleje) i rozlehlá prostranství (snad se shromažďovací funkcí). V rámci oppid existovaly lehkými ploty oddělené dvorce, které se skládaly z obytných domů a hospodářských staveb (dílny, špýchary, cisterny aj.).
Na oppidech je doložena intenzivní výrobní činnost. Nacházejí se zde kovářské dílny (ale chybí hutě, resp. železářské pece k výrobě železa), zpracovával se zde bronz, stříbro, zlato a sklo, vyráběla kvalitní tenkostěnná keramika. Důležitým prvkem je výroba mincí (na oppidech se často nacházejí celé depoty mincí, např. Hrazany).
Dalším významným prvkem ekonomiky oppid (ostatně keltské ekonomiky vůbec) byl obchod, a to jak lokální, tak dálkový; ten je zde doložen řadou zhusta luxusních předmětů cizí provenience: z jihu bronzové nádoby (součásti servisů k pití vína), skleněné nádoby; z jihozápadu víno (doloženo zlomky vinných amfor); ze severu především jantar. Česká a moravská oppida se nacházela v širším prostoru tzv. Jantarové stezky, jedné z nejdůležitějších evropských dálkových obchodních komunikací, spojující sever Evropy s jihem. Dalšími komoditami byla tuha k výrobě keramiky a jiné suroviny, žádaným výrobním a potažmo obchodním artiklem byly kamenné žernovy k mletí obilí atd. Nejdůležitějším dokladem obchodu jsou ovšem mince z různých kovů a různých nominálních hodnot.

## Opevnění
Hradby oppid byly stavěny různými způsoby v závislosti na lokalitě a dostupnosti stavebních materiálů v jejím okolí. V Galii, ve Švýcarsku, Německu byla nejběžnějším typem hradba zvaná (podle Julia Caesara v Zápiscích o válce galské) murus gallicus – roštová konstrukce ze dřeva spojovaná železnými hřeby s hlinitoštěrkovým zásypem a vpředu se souvislou kamennou lící. Vnitřní strana hradby byla opatřena hliněným náspem, který umožňoval pohodlný výstup nahoru a mohl tam vyjet i ozbrojenec na koni.
Dalším patrně mladším typem opevnění, rozšířeným ve střední Evropě (tzv. typ Kelheim podle oppida v Bavorsku) je hradba, při jejíž stavbě konstrukce roštů nebyla spojena hřeby a přední kamenná líc byla zpevněna mohutnými kůly rozmístěnými v pravidelných vzdálenostech cca 1,5 m od sebe. Nahoře kůly hradbu přesahovaly a dá se předpokládat, že se na ně podélně přibíjela další dřeva a tvořila tak vrchol hradby; zadní strana hradby byla opatřena rampou.
Nejjednodušším typem hradby byl prostý sypaný val (typ Fécamp podle oppida v severozápadní Francii), rozšířený při březích Atlantiku. Tento typ hradby je zároveň i nejmladší a je otázkou, proč k tomuto zjednodušení výstavby došlo.
Důležitým a výrazným stavebním prvkem byla brána. Někdy jen prosté přerušení hradby, častěji však složité konstrukce vytvořené překrytím linie hradby; nejtypičtější a nejčastější jsou brány klešťovité, jejichž ramena jsou zalomena dovnitř, vytvářejíce uličku – při jejím zdolávání jsou pak útočníci ve zřejmé nevýhodě.

## Funkce
Společenské funkce oppid je možné specifikovat pouze rámcově. Šlo o opevněná pravděpodobně strategická střediska, s funkcí výrobních center (doklady řemesel), ale i center obchodu (často nalézané importy, mince). Oppida byla nejspíše i správními a kultovními okrsky, Je otázkou, do jaké míry sloužila jako sídla společenské elity. Jak podle archeologických nálezů, tak podle písemných pramenů se však lze domnívat, že ne všechna oppida byla stejného charakteru a jejich funkce i postavení v hierarchii sídel byly rozdílné.

## Známá oppida v Evropě

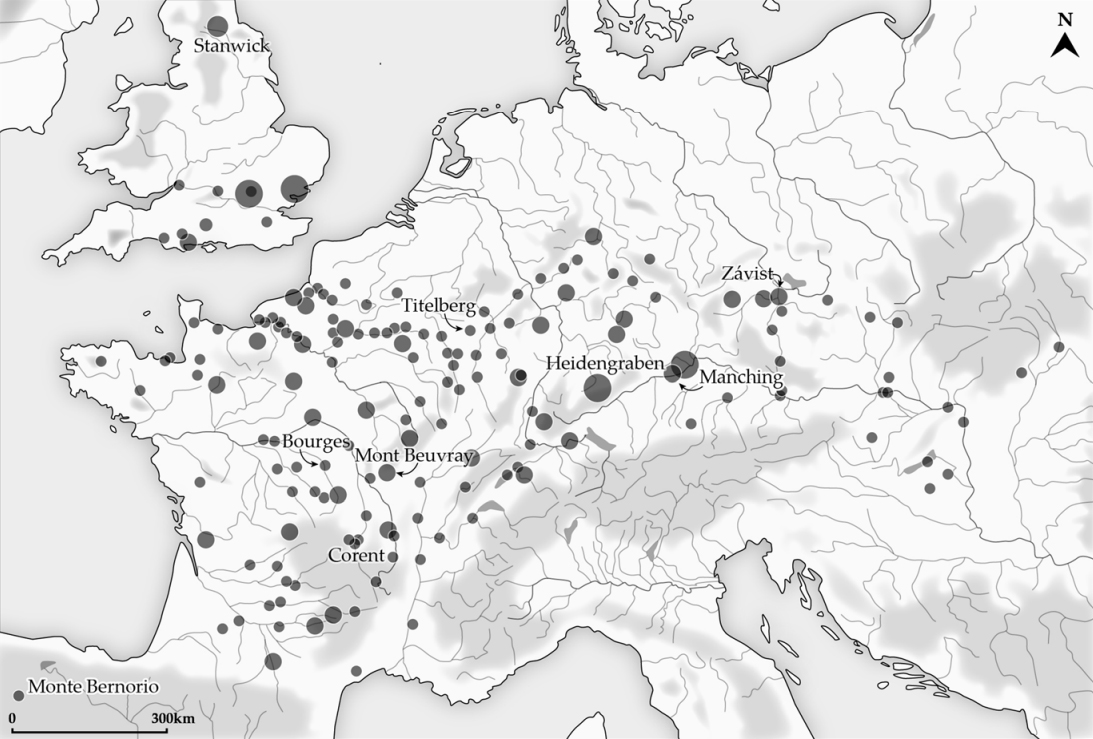
Rozmístění opevněných oppid, laténská kultura.

- Alcimoennis, Německo
- Avaricum, Francie
- Alésia, Francie
- Basel-Münsterhügel, Švýcarsko
- Bern-Engelhalbinsel, Švýcarsko
- Bibracte (Mont Beuvray), Francie
- Bratislava, Slovensko
- Braunsberg, Rakousko
- Contrebia Leucade, Španělsko
- Devín, Slovensko
- Ensérune, Francie
- Entremont, Francie
- Fécamp, Francie
- Gališ-Lovačka, Ukrajina
- Gergovia, Francie
- Kelheim, Německo
- Heidentränk, Německo
- Manching, Německo
- Magdalensberg, Rakousko
- Numancia, Španělsko
- Roquepertuse, Francie
- Segeda, Španělsko
- Szalacska, Maďarsko
- Titelberg, Lucembursko
- Traprain Law, Skotsko
- Velem Szentvid, Maďarsko
- Zemplín, Slovensko
- Židovar, Srbsko

## Oppida na území České republiky
Oppida v Čechách jsou rozmístěna v jižní polovině země, většinou mimo agrární oblasti blíže surovinovým zdrojům, a to především podél Vltavy (od jihu Třísov, možná Zvíkov, Nevězice, Hrazany, Závist) a na Berounce (Stradonice), ve východních Čechách se nachází oppidum v Českých Lhoticích. Podle některých badatelů byla síť českých oppida budována podle široce založeného plánu na obchodních trasách, podobně jako i oppida moravská, ležící v širší oblasti jantarové stezky (Hostýn a Kotouč u Štramberka v Moravské bráně, Staré Hradisko sice poněkud stranou, zato ve vyústění spojnice s Čechami (a s přímým napojením na České Lhotice).
Čechy
- Stradonice, okres Beroun
- Závist, okres Praha-západ
- Třísov, okres Český Krumlov
- Nevězice, okres Písek
- Hrazany, okres Příbram
- Zvíkov, okres Písek - většina stop po bývalém hradišti z doby laténské byla setřena ve 12. století při stavbě rozsáhlého královského hradu, ale je možné, že tu v 1. století př. n. l. stálo oppidum[1]
- České Lhotice, okres Chrudim

Morava
- Staré Hradisko, okres Prostějov
- Hostýn, okres Kroměříž
- Kotouč u Štramberka, okres Nový Jičín - vzhledem k tomu, že lokalita je dnes již zničena vápencovým lomem, nelze výzkumem ověřit, zda jde skutečně o keltské oppidum na hranici keltské oikumeny, nebo o hradiště púchovské kultury